# У (мова)

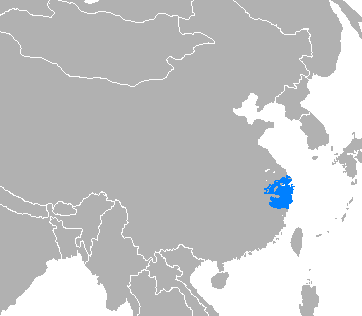
Область поширення мови у в Китаї

У або Ву (кит. трад. 吳語, спр. 吴语, піньїнь: wúyǔ) — мова сино-тибетської мовної родини або діалект китайської мови, якою розмовляє приблизно 90 млн людей, здебільшого на сході КНР, поблизу Шанхая. У є групою діалектів, близьких між собою, але віддалених від інших китайських мов настільки, що вони не зрозумілі для людей, що розмовляють мандаринською мовою. Питання про те, чи вважати у окремою мовою, чи діалектом китайської, заплутане. Виходячи із взаємної зрозумілості, у є окремою мовою. Однак мова у не має стандарту, і нею нечасто пишуть. На письмі використовується розмовний варіант китайської з мандаринським словником та граматикою.

## Історія
Китайська мова У є найдавнішою з шести основних південнокитайських різновидів, її походження сягає понад 3000 років тому, коли князі Чжоу Тайбо та Чжун'юн мігрували з регіону Гуаньчжун, у сучасному Шеньсі, до району Усі-Сучжоу, регіону Цзяннань, де вони заснували державу У. Північна мова, яку вони принесли, лягла в основу китайської мови У. До епохи шести династій, У вже розвивалася протягом тисячоліття і значно відрізнялася від північної мови. Коли велика кількість північних китайців мігрувала до Цзяньнань після падіння династії Західна Цзінь, вони виявили великі розбіжності між двома різновидами китайської мови. Це записано в сучасних текстах. Японське читання китайських ієрогліфів походить від давньої китайської мови У цього періоду. Однак, оскільки китайська У була під сильним впливом з півночі протягом історії, багато її стародавніх рис були втрачені. Сучасна мова в основному є нащадком середньокитайської епохи Суй-Тан (6-8 століття), як і більшість сучасних китайських мов, за винятком, насамперед, мінських мов. Проте багато стародавніх особливостей У було збережено в Мін, оскільки останній почав своє життя як Старий У, яким розмовляли мігранти до Фуцзяня протягом століття, яке ознаменувало перехід від пізньої династії Хань до Трицарства і Західної Цзінь.

### Міграції
Ще за часів Го Пу (276–324) носії мови легко сприймали відмінності між діалектами в різних частинах Китаю, включаючи територію, де сьогодні розмовляють різновидами У.
Відповідно до записів Східної Цзінь, найдавнішим відомим діалектом Нанкіна був стародавній діалект У. Після повстання У Ху та катастрофи Юнцзя в 311 році імператор Цзінь і багато північних китайців втекли на південь, заснувавши нову столицю Цзянькан на території сучасного Нанкіна.
Нижній регіон Янцзи був завалений поселенцями з Північного Китаю, переважно з території нинішньої північної провінції Цзянсу та провінції Шаньдун, менша кількість поселенців прибула з Центральних рівнин. З 4-го по 5-те століття жителі півночі переселилися в райони У, додавши характеристики до лексикону Північного У, сліди якого все ще можна знайти в різновидах Північного У сьогодні.
Одним із видатних історичних носіїв діалекту У був імператор Янді з династії Суй та його імператриця Сяо. Імператор Сюань Західного Ляна, член двору імператора У Сяо Яня, був дідом імператриці Сяо, і він, швидше за все, вивчив діалект У в Цзянькані.
Після Тайпінського повстання наприкінці правління династії Цін, під час якого У-мовний регіон був спустошений війною, Шанхай був заполонений мігрантами з інших частин У-мовного регіону. Це значно вплинуло на різноманітність Шанхаю, привносячи, наприклад, вплив діалекту Нінбо на діалект, який, принаймні в межах старого міста Шанхая, був майже ідентичний діалекту Сучжоу. У результаті демографічного буму в першій половині XX століття шанхайська мова стала майже лінгва франка в регіоні, затьмаривши статус різновиду Сучжоу. Однак, завдяки своїй частині особливостей з різних мов, він рідко використовується для отримання історичної інформації про групу У і є менш репрезентативним для У, ніж різновид Сучжоу[джерело?].

### Письмові джерела
Є кілька письмових джерел для вивчення У, і дослідження, як правило, зосереджені на сучасних формах мовлення, а не на текстах. Письмова китайська мова завжди була в класичній формі, тому носії мови У писали б у цій класичній формі та читали її в літературній формі свого діалекту на основі фонетичних відмінностей. Таким чином, жоден текст класичною китайською мовою з цього регіону не дав би чіткого уявлення про фактичне мовлення письменника, хоча, можливо, існували вміло замасковані каламбури, засновані на місцевій вимові, які втрачені сучасними читачами чи іншими носіями діалекту. Опера Юе, наприклад, виконується на діалекті Шаосін, однак регістр є більш літературним, ніж усним.
Є ще багато первинних документів, але вони не завжди дають чітке уявлення про історичну вимову діалектів. Вони часто пропонують зрозуміти лексичні відмінності. Більшість джерел діахронічного вивчення У лежить у народній літературі регіону. Оскільки середня людина була неписьменною, а письменні часто були традиціоналістами, які, можливо, сприймали свою місцеву форму китайської мови як вироджену версію класичного ідеалу, було записано дуже мало, хоча місцева лексика часто проникає в письмові записи.
Вважається, що «балада-розповідь» (說晿詞話), відома як «Історія Сюе Женьгуя, який перетнув море та заспокоїв Ляо» (薛仁貴跨海征遼故事), розповідає про героя династії Тан Сюе Женьгуя, написаним на сучжоуському діалекті У.
Основні джерела дослідження належать до періоду Мін і Цін, оскільки діалектні відмінності не були такими очевидними до часів Мін і лежать в історичних народних піснях, таньці (різновид балади чи ліричного вірша), місцевих записах, легендах оповідання, романи байхуа, навчальні матеріали, створені для регіону, нотатки, які збереглися серед речей окремих осіб, мовні описи, зроблені іноземцями (переважно місіонерами), і Біблії, перекладені на діалекти У. Усі вони дають змогу зазирнути в минуле, але, за винятком Біблії, не настільки корисні для фонологічних досліджень. Однак вони мають величезне значення для діахронічних досліджень лексики і, меншою мірою, граматики та синтаксису.
Діахронічне дослідження письменства Мін і Цін У, час, коли діалекти почали набувати абсолютно унікальних рис, можна розділити на три етапи: ранній період, середній період і пізній період.

#### Ранній період
Починається з кінця правління династії Мін до початку епохи Цін у 17 столітті, коли з’являються перші документи, що виразно демонструють характеристики У. Показовим твором цього періоду є збірка народних пісень, зібрана Фен Менлуном під назвою «Шань Ге» 山歌. Більшість документів раннього періоду фіксують різновиди У південного Цзянсу та північного Чжецзяна, тому будь-яке обговорення в цьому розділі в першу чергу стосується Північного У або підрозділу Тайху. Разом з деякими іншими легендами та творами, наступний список містить багато документів, які або написані мовою У, або містять частини, де використовуються діалекти.
- San Yan 三言, трилогія зібраних оповідань, упорядкована Фен Менлуном
- Er Pai 二拍, дві збірки оповідань Лінга Менчу
- Xing Shi Yan 型世言,повість, записана Лу Женьлуном 陸人龍
- Huan Sha Ji 浣紗記 опера Лян Ченью梁辰魚
- Mo Hanzhai dingben chuanqi 墨憨齋定本傳奇, Фень Менлун
- Qing zhong pu 清忠譜
- Doupeng xianhua 豆棚閒話,ранній роман Цин Байхуа
- Guzhang jue chen 鼓掌絕塵,збірка пізніх романів Мін
- Bo zhong lian 缽中蓮

Ці роботи містять невелику кількість унікальних граматичних особливостей, деякі з яких відсутні в сучасній, класичній китайській мові або в сучасних варіантах мови У. Вони дійсно містять багато унікальних рис, присутніх у сучасному У, таких як займенники, але чітко вказують на те, що не всі попередні унікальні риси цих діалектів У були перенесені в сучасність. Ці твори також містять ряд символів, унікально сформованих для вираження особливостей, яких немає в класичній мові, і використовували деякі загальні символи як фонетичні запозичення для вираження іншої унікальної лексики У.
Під час династії Мін носії мови У переїхали в мандариномовні регіони Цзянхуай, вплинувши на діалекти Тайжу і Тунтай регіону Цзянхуай. У період між династією Мін і ранньою республіканською епохою сформувалися основні характеристики сучасного У. Сучжоуський діалект став найвпливовішим, і багато діалектологів використовують його, наводячи приклади У[джерело?].

#### Середній період
Відбувся в середині правління династії Цін у 18 столітті. Представницькі твори з цього розділу включають опери (особливо опери куньцю) Цянь Децана (錢德蒼) у збірці 綴白裘, а також легенди, написані Шень Цифеном  або те, що відомо як «沈氏四種», а також величезна кількість балад танці (彈詞). Багато загальних явищ, які зустрічаються в Шань Ге, відсутні в роботах цього періоду, але ми бачимо створення багатьох нових слів і нових способів використання слів.

#### Пізній період
Це період від пізнього Цин до Республіканського Китаю, у 19-му та 20-му століттях. Представницькими творами цього періоду є народні романи У (蘇白小說 або 吳語小說), такі як Шанхайські дівчата-співачки та Дев'ятихвоста черепаха. Серед інших робіт:
- Haitian Hongxue Ji 海天鴻雪記
- The Nine-tailed Fox 九尾狐
- Officialdom Unmasked 官場現形記
- Wuge Jiaji 吳哥甲集
- He Dian 何典

Письменники, які розмовляли мовою У і писали народною мандаринською мовою, часто залишали сліди рідних різновидів у своїх творах, як це можна знайти в Guanchang Xianxing Ji та Fubao Zatan (负曝闲谈).
Іншим джерелом цього періоду є робота місіонера Джозефа Едкінса, який зібрав велику кількість даних і опублікував кілька навчальних праць про шанхайську мову, а також Біблію шанхайською мовою та кількома іншими основними різновидами мови У.
У роботах цього періоду також спостерігався вибух нової лексики в діалектах У для опису їхнього мінливого світу. Це чітко відображає великі соціальні зміни, які відбувалися в той час.
На даний момент доступні три роботи по темі:
- 明清吴语和现代方言研究(Мін і Цін У та дослідження сучасних діалектів Ші Жуцзє)石汝杰)
- 明清文学中的吴语词研究 (Дослідження слів У, знайдених у літературі Мін і Цін) Чу Баньнона (褚半农)
- 明清吴语词典(Словник Мін і Цін У) за редакцією Ші Жуцзє (石汝杰)

### Після 1949

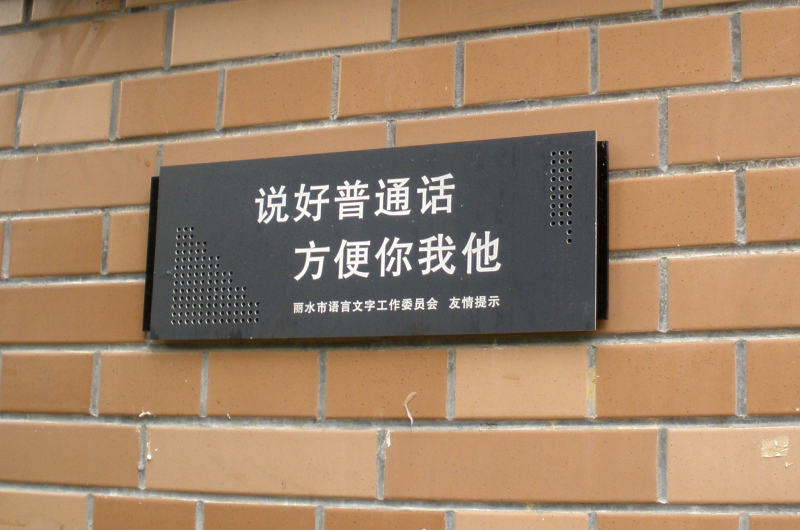
Вивіска в Лішуї, що закликає розмовляти мандаринською: «Говоріть мандаринською добре — так буде легше для всіх нас».

Після заснування Китайської Народної Республіки потужне поширення мандаринської мови в регіоні, де розмовляють мовами У, знову вплинуло на розвиток китайської мови У. У поступово виключили з більшості сучасних ЗМІ та шкіл. Громадські організації були зобов’язані використовувати мандарин. З припливом мігрантів, які не розмовляють мовами У, майже повним переходом державних засобів масової інформації та організацій на виняткове використання мандаринської мови, а також радикальними заходами з просування мандаринської мови, модернізація та стандартизація чи грамотність на мовах У стали малоймовірними та залишилися вони більш схильні до мандаринізації. Заходи просування, які наразі здебільшого спрямовані в першу чергу на обмеження використання місцевих діалектів у веденні державних чи адміністративних справ, хоча це порушується часто, і не так уже й рідко можна  почути людей, що розмовляють місцевими діалектами в урядовій установі чи банку. Використання місцевих діалектів у всіх інших сферах офіційно допускається. Стандартизація діалектів, однак, може сприйматися як попередник можливого регіоналізму, тому це також, швидше за все, буде стримуватися. З іншого боку, небагато мовців вважають свій діалект настільки важливим, щоб його було письмово або стандартизовано. Для більшості носіїв діалекти є, по суті, цілком усним явищем[джерело?].
Нерідко можна зустріти дітей, які виросли з регіональним варіантом мандаринської як батьківської мови, мало або зовсім не володіючи різновидом У. Однак це відбувається переважно тоді, коли батьки розмовляють різними мовами та спілкуються мандаринською мовою, і рідше через ставлення батьків до використання мови чи діалекту, який у більшості асоціюється з теплом дому та сімейного життя[джерело?]. Багато людей[хто?] помітили цю тенденцію і тому закликають до збереження та документування не лише У, але й усіх китайських мов та діалектів. Першою великою спробою був Лінгвістичний атлас китайських діалектів, який обстежив 2791 місце по всій країні, у тому числі 121 місце розташування У  і привів до формування складної бази даних, включаючи цифрові записи усіх місць, однак ця база даних недоступна для широкої громадськості. Редактор атласу Цао Чжиюнь вважає багато з цих мов «зникаючими» і ввів термін 濒危方言 (мови в небезпеці) або «діалекти, що перебувають під загрозою зникнення» в китайську мову, щоб привернути увагу людей до цього питання, а інші намагаються привернути увагу до того, що діалекти входять до сфери нематеріальної культурної спадщини ЮНЕСКО і як такі заслуговують на збереження та повагу.
Мандаринська замінила мову У в багатьох округах Цзянсу. Прикладом цього є місто Зайчен в повіті Лішуй; як мовами цзянхуай, так і мовами У говорили в кількох містах Лішуй, причому ву розмовляло більше людей у більшій кількості міст, ніж цзянхуай. Діалект У називають «старою мовою Цайчен», тоді як діалект Цзянхуай називають «новою мовою Цзайчен», а мови У швидко зникають. Лише люди похилого віку використовують його, щоб розмовляти з родичами. Діалект Цзянхуай присутній там близько століття, хоча всі навколишні говорять У. Цзянхуай завжди був обмежений усередині самого міста до 1960-х років; в даний час він обганяє У.